# 젠더

젠더(gender) 또는 사회적 성(社會的 性)은 남성성과 여성성이라는 단어로 특정되고 구분되는 특성 전반을 뜻한다. 단어가 쓰이는 맥락에 따라 해당 특성에는 생물학적 성별 (남성, 여성 또는 간성 등의 상태) 또는 성별 기반 사회구성체 (성 역할 등), 성정체성 등이 포함된다. 전통적으로 자신을 남성이나 여성으로 여기거나 해당 젠더 대명사를 사용하는 사람들이 젠더 이분법을 이용해 자신을 구분한 데에 반해 이런 구분에 들지 못하는 사람들은 논바이너리 또는 젠더퀴어라는 포괄적 용어로 구분된다. 어떤 문화권에서는 "남성"과 "여성" 밖의 성 역할도 나타나는데, 남아시아의 히즈라가 그 예이다. 이를 통칭 제3의 성이라 부른다.
1955년, 성과학자 존 머니를 필두로 생물학적 성과 역할로서의 젠더라는 용어를 처음 구분하여 사용하기 시작하였다. 그의 연구 이전에는 "젠더"라는 단어는 그저 문법적 범주 중 하나일 뿐이었다. 1970년대까지는 널리 쓰이지 못했으나, 이후 페미니스트 이론에서 생물학적 성과 사회적으로 구성된 젠더의 구분을 받아들이면서 점차 통용되기 시작하였다. 오늘날에는 일부 사회과학계나 세계보건기구의 문서 등에서 이러한 구분법을 사용하고 있다.
사회과학의 다른 영역 및 기타 학계에서는 "젠더"가 "섹스"(생물학적 성별)를 포함하는 "성별"의 의미로 쓰이거나 또는 "섹스"(생물학적 성별) 그 자체로 쓰이기도 한다. 예를 들어 동물 연구에서 "젠더"라 함은 보통 동물의 생물학적 성별을 가리킨다. 1980년대부터 용어의 의미가 변화하기 시작했는데, 1993년 미국 식품의약국에서는 "섹스"란 단어 대신 "젠더"를 사용하기 시작하였다가 이후 2011년 다시 용어를 재정립하여 "섹스"는 생물학적 구분으로 "젠더"는 "개인의 남성 또는 여성으로서의 자가 표현, 또는 해당 개인의 젠더 표현에 따른 사회 제도권에서의 취급"의 의미로 사용하기 시작하였다.

## 개요
역할로서의 젠더, 혹은 사회적 구조체인 젠더라는 표현은 성 역할에 대한 인식의 변화에서 비롯되었다. 사회적 성 역할은 사람이 말 또는 행동을 통해 자신이 소년 또는 남자, 소녀 또는 여자의 지위를 가지고 있다는 것을 행동을 통해 드러낸다는 것을 의미한다. 성 또는 젠더에 따라 사회적으로 그에게 적합하다고 생각되는 일은 달라지기 때문이다.
'사회적 성'이 어느 정도까지 사회적으로 만들어진 것이며 어느 정도까지 생물학적인가에 대해서는 논란이 있다. 한쪽 극단으로 갔을 때는 사회 구성주의(Social constructionism)가 있어서 “사회적 성이 완전히 사회적으로 만들어졌다”고 주장하며, 반대편에서는 생물학주의가 있어서 "사회적 성은 생물학적인 것이다" 라고 주장한다. 성과 젠더 모두를 사회적 구성의 산물로 여기는 견해 또한 존재한다. 젠더 정체성뿐만 아니라 인간의 신체적 특징 그 자체도 사회적 요인에 영향력을 행사하기 때문이다. 이러한 면에서 젠더 정체성과 성 차이는 한 사람의 신체 내에서 불가분의 관계에 있다고 볼 수 있다.
위의 설명에서 사회 구성주의와 생물학주의를 두 개의 대립되는 개념으로 설명하며 구도를 형성하는 것에 대한 반론이 있을 수 있다. 즉 젠더 및 사회 구성주의의 역사는 짧으며 과학방법적으로 경험적 실재성이나 재현 가능성으로써의 보편성을 획득하고 있지 않다는 관점이 존재 할 수 있다. 후설 및 메를로퐁티의 방법이 실재 세계로의 환원의 불가함으로 인해 비판 받는 것과 같은 맥락에서 '사회적 성'은 가설적이거나 이념적 성질을 띈다.
시대의 흐름에 따라 젠더는 문화적으로 다양하게 바뀐다. 예를 들어 1900년대 초기에는 분홍색이 남성적인 색으로 여겨졌지만 요즘은 여성적인 색으로 분류된다.
토마스 라쿠어(T.Laquer)는 육체, 성, 해부학에 대한 우리의 인식이 계속 바뀌게 된 방식을 탐구하였는데, 몸에 대한 지배적 사로였던 단성모델에서 양성모델로 사고의 전환을 꾀했다. 남자와 여자는 섹스의 범주가 아니라 젠더의 범주이며 그것은 사회 속에서 위치를 갖는다는 것이며 문화적 역할을 가진다는 것이지 유기적으로 두가지 양립 불가능한 섹스의 어느 한가지라는 것이 아니었다.
유럽연합(EU)과 미국 등 국가 내부의 일부에서 주장하는 젠더는 생물학적 구분인 섹스를 남녀차별적인 것으로 인식하고, 대등한 남녀간의 관계를 내포하며, 평등에 있어서 모든(All) 사회적인 동등함을 실현시켜야 한다는 의미가 함축돼 있다. 이는 한편으로는 여권의 신장을 반영하며 다양성을 존중한다는 의미를 가지지만, 한편으로는 그 주장을 문화적 관용의 차원이 아닌 정치-제도적인 차원에서까지 적용 할 때에는 오히려 자유민주주의의 다원성 및 개인의 자유를 일부 제한한다는 의미에서 이념적이거나 전체주의적이라는 비판을 받기도 한다.

## 어원과 용법
현대 영어의 ‘젠더’는 중세 영어 ‘gender, gendre’에서 비롯되었으며, 이는 앵글로-노르만 어와 중기 프랑스어에 있던 단어인 ‘gendre’를 차용한 것이다. 이 단어는 라틴어인 ‘genus’에서 유래한 것으로, ‘종류, 부류, 유형’ 등을 의미한다. 어원은 인도유럽조어의 'gen-'으로,
'kin, kind, king’ 등의 여러 영어 단어와 뿌리가 같다. 현대 프랑스 어의 genre에도 나타나며 이는 ‘gene, genesis, oxygen’과 같은 단어에 나타난 그리스어 어근 ‘gen-(생산하다)’과 연관이 있다. 1882년 옥스퍼드 어원사전에는 ‘젠더’가 ‘종류, 품종, 성’으로 정의되어 있으며, 라틴어로 ‘출산’을 뜻하는 genus에서 파생된 것으로 나와있다. 1900년 옥스퍼드 영어사전 1판에는 ‘종류’를 뜻하는 의미로 ‘젠더’를 사용하는 것을 구식 표현으로 기록했다.
그러나 젠더라는 단어는 문법에서의 성 구분으로 인해 이전부터 널리 쓰여왔다. 아리스토텔레스에 의하면, 이 개념은 프로타고라스가 처음 제시한 것이다.
1926년 헨리 왓슨 파울러는 젠더를 문법 영역에 한정해 정의했다.
“젠더는... 문법용어일 뿐이다. 사람의 성별 구분에 젠더라는 단어를 쓰는 것은 (맥락에 따라 쓰일 수도 그렇지 않을 수도 있는) 농담이거나 말실수에 불과하다.}”
남성과 여성의 사회적 역할이라는 맥락에서 젠더를 학술적으로 접근하는 시도는 대략 1945년부터이며, 1970년대 여성주의 운동에서 인간은 본래 중성적인 동물이며 생물학적 성별에 근간한 사회적인 구분은 임의적으로 구성된 것이라는 이론이 제기되면서 젠더라는 단어가 널리 쓰이게 되었다.

대체로 젠더는 생물학적인 의미의 ‘성별(sex)’의 대체어로 쓰이나, 둘의 구분을 유지하려는 시도는 여전히 이어지고 있다. 아메리칸 헤리티지 사전(2000)은 젠더와 섹스의 의미상 차이를 다음과 같이 정의하고 있으나 ‘원론적으로 유효한 설명이지만 언중이 대체로 준수하지 않으며, 다양한 용법이 쓰인다’고 첨언하고 있다.
“약물의 효과는 환자의 (젠더가 아닌) 성별에 따라 달라진다. 농경사회에서는 (성별이 아닌) 젠더 역할이 명확하게 구별되는 경향을 보인다.”
1980년대에 들어 학술적 영역에서 젠더라는 단어를 사용하는 일이 늘었고, 사회과학 분야에서는 젠더를 사용하는 수가 성별을 사용하는 수를 넘어섰다. 과학적 저술에서 젠더를 사용하는 수가 늘어난 것은 여성주의 덕택이었으나, 성별과 동의어로 쓰는 경우가 많았기 때문에 여성주의 이론이 제안했던 성별과 젠더의 개념적 구분이 제대로 알려진 것은 아니었다. 게다가 그 구분조차 이론 자체로 인해 흐려지기도 했다. 이에 대해 데이비드 헤이그는 이렇게 평했다.
“과학자들이 성별보다 젠더라는 단어를 사용한 이유는 여성주의적 목표에 대한 공감을 표하기 위해서나, 더 학문적인 용어를 쓰고 싶어서거나, 교미에 대한 함의를 피하고 싶어서이다.”

차별과 관련된 법률사건에서는 젠더보다는 섹스라는 단어를 선호하는데, 이는 젠더의 개념이 사회적으로 구성된 규범에 관한 것이기 때문에 다양한 해석이 가능하고 논쟁의 여지가 크기 때문이다. 줄리 그린버그는 젠더와 섹스가 개념적으로는 다를지라도, 성차별 문제는 각 섹스에 속한 이들이 가진 선입견에 의해 발생하기 때문에 서로 연관된 것으로 본다고 기록했다. J. E. B v. Alabama ex rel. T. B 판례에서 미연방 대법원 판사 안토닌 스칼리아는 다음과 같이 말했다.
“젠더라는 단어는 성별이라는 단어와 달리 (신체적 특성과는 대조적인) 문화적이거나 사고방식과 관련된 특성을 함의한다. 다시 말해서, 여성이 여자를 가리키고 남성이 남자를 가리키듯 젠더는 섹스를 가리킨다.”

## 젠더 정체성과 젠더 역할
젠더 정체성은 자신의 젠더와 그에 부여된 사회적인 젠더 역할에 대한 자각 상태를 말한다. 여성이라는 단어는 역사적으로 자성(雌性)을 지닌 신체를 가리켜왔는데, 최근 일군의 여성주의자들에 의해 이러한 관점에 대한 논쟁이 오가고 있다.
젠더의 표현에 대해 탐구하는 질적 연구들이 있는데, 여성계에서는 인간의 생물학적인 성별은 특정한 사회적 역할과 사회적 기대에 즉각적으로 구속된다는, 젠더 역할과 생물학적인 성별에 관한 지배적 이데올로기에 저항하고 있다. 주디스 버틀러는 ‘여성이 된다’는 개념에는 더 많은 난점들이 있으며, 이에는 사회의 한 부류로 여성을 바라보는 사회의 시각 뿐 아니라 자신이 경험한 자아감, 그리고 문화적으로 조건화되거나 구성된 주관적인 정체감 등이 결부되어 있다고 평가한다. '사회적인 정체성'은 소속인들이 공유하는 공통 문화를 창출하는 한 집단 혹은 사회적 부류에 자신을 동일시하여 형성된 정체성을 말한다. 사회 정체성 이론에 따르면, 사회집단에 느끼는 소속감은 자기개념에 중대한 요소이다. 이는 집단과정(group processes)과 집단 간 관계가 개인의 자기 지각(self perception)과 행동에 미치는 영향을 보면 알 수 있다. 즉 사회적 집단은 그에 속한 개개인에게 자기 자신을 어떻게 정의하고, 사회적 영역에서 어떻게 행동할 것인지를 알려준다.
사회적 역할로 남성과 여성을 분류하는 것에는 문제가 있는데, 남성과 여성이라는 단선적인 스펙트럼의 양 극단 중 하나를 반드시 선택하고 그로 정체화해야 한다는 압박을 주기 때문이다. 전 세계에 있는 대부분의 사회에서는 ‘남자다운’, ‘여자다운’ 행동을 규정하고, 권리, 자원배분, 사회 권력, 건강 행위 등에 대한 접근도에서 나타나는 남녀 간의 차등을 정당화하기 위한 일련의 사회적 기대를 창출할 목적으로 남녀간의 생물학적 차이를 해석한다. 구체적인 성격과 정도는 사회마다 차이가 있지만 대체로 남성에게 유리한 경향을 보이며, 이는 권력적 불균형과 성 불평등을 야기한다. 문화마다 젠더에 부여하는 규범과 신념 체계가 다양하며, 문화들 사이에 공통적으로 존재하는 남성적 혹은 여성적 역할 기준은 없다. 남녀의 사회적 역할은 각 사회의 문화 규범에 바탕해 정해지며, 이는 젠더 체계를 형성한다. 젠더 체계는 성별 구분과 남성적 규범의 지위 등의 사회적 양식을 포함한다.
미셸 푸코는 성이라는 주제에서 인간은 권력의 대상이며, 이는 제도나 구조보다는 “복잡한 전략적 상황”에서 기인한 기표 혹은 이름이라고 말했다. 그렇기 때문에 ‘권력’이란 개인의 속성과 행동 등을 규정하는 것이며, 인간은 존재론적으로 그리고 인식론적으로 구성된 일련의 명명과 사회적 꼬리표들의 부분이 된다. 예를 들어, 자성(雌性) 신체를 갖게 되면 여성으로 특정되고, 여성으로 특정되면 약하고, 감정적이고, 비이성적이고, 남성적인 행동을 하지 못한다고 여기는 것이다. 버틀러는 젠더와 성별은 명사보다는 동사에 가까우며, 자신의 행동이 제한되는 것은 그가 여성으로 정해졌기 때문이라고 추론한다.
“나는 나의 젠더와 성별을 스스로 구성하도록 허가되지 않았다. 왜냐하면 젠더는 정치적으로, 따라서 사회적으로 조정되는 것이기 때문이다. ‘여성’은 상태라기 보다는 행위인 것이다.”
 이에 주디스 버틀러의 이러한 이론이 오히려 인습적인 젠더 이원론을 강화한다는 비평이 있다.
다수의 사람들은 성정체성과 섹스가 일치하는데 이를 시스젠더라고 부른다. 소수의 사람들은 이것이 일치하지 않으며 이를 트랜스젠더라고 부른다.

## 사회적 지정 및 젠더 유동성
젠더 이론가 케이트 본스타인에 따르면 젠더에는 애매성과 유동성이 있을 수 있다. 젠더의 정의에 대해서는 두 가지 상반된 견해가 있는데, 아래 내용은 두 견해의 공통점을 기술한다:
세계보건기구에서는 젠더를 특정 성별의 행동, 활동, 역할에 대한 관념이 사회적으로 구성된 결과로 정의한다. 이러한 관념을 통해 각 개인은 사회 속에서 용납되는 믿음, 가치관 및 성품을 갖게 되며, 사회가 젠더를 지정하고 및 그 지정된 젠더 역할을 수행시키는 데에 각 개인의 의견은 크게 반영되지 못한다.

## 관련 영상물
- 만화 사파이어 왕자

## 관련 서적
- 엄기호·정희진·권김현영·나영정·루인·한채윤. 《남성성과 젠더》. 자음과모음. 2011년. ISBN 9788957075517

## 같이 보기
- 섹스와 젠더의 구분
- 남근중심주의
- 여성성
- 성정체성
- 성 역할
- 동성애
- 남성성
- 퀴어
- 퀴어학
- 퀴어 이론
- 제3의 성
- 성전환